# ديكيدو أ ماكس
«ماركو» (بالإنجليزية: Marco)‏ هي الحلقة الخامسة للموسم الخامس من مسلسل إيه إم سي التلفزيوني الدرامي من الأفضل الاتصال بسول، المسلسل يُعتبر بادئة من مسلسل اختلال ضال. تم بث الحلقة في 16 مارس 2020 على قناة إيه إم سي بالولايات المتحدة. خارج الولايات المتحدة، تم عرض الحلقة لأول مرة على خدمة البث نتفليكس في عدة بلدان.

## الاستقبال

### التقييمات
شاهد الحلقة 1.45 مليون مشاهد في أول بث لها، بزيادة قدرها 1.22 مليون عن الأسبوع السابق.

## وصلات خارجية
- «ماركو» على إيه إم سي (بالإنجليزية)
- «ماركو» على قاعدة بيانات الأفلام على الإنترنت (بالإنجليزية)